# Maison au 55, rue Rettig à Rouffach
La maison au 55, rue Rettig est un monument historique situé à Rouffach, dans le département français du Haut-Rhin.

## Localisation
Ce bâtiment est situé au 55, rue Rettig à Rouffach.

## Historique
L'édifice fait l'objet d'une inscription au titre des monuments historiques depuis 2005.